# Toni Ebner (Journalist, 1957)
Toni Ebner (* 21. Mai 1957 in Bozen) ist ein Südtiroler Journalist.

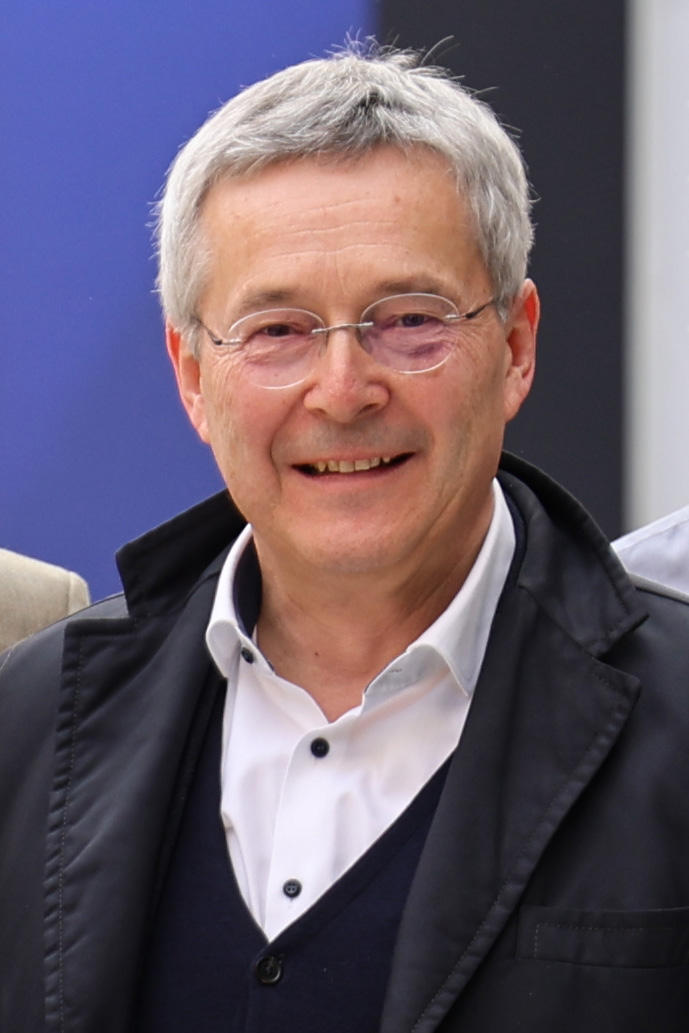
Toni Ebner (2023)

## Leben
Ebner ist ein Sohn des gleichnamigen Politikers und Journalisten Toni Ebner und dessen Ehefrau Martha Ebner sowie Bruder des ehemaligen Europaparlamentariers und Unternehmers Michl Ebner. Er studierte an der Universität Innsbruck Rechtswissenschaften. Anschließend sammelte er Arbeitserfahrungen im journalistischen Bereich, unter anderem bei der Austria Presse Agentur, den Salzburger Nachrichten und der Sonntagszeitung Zett. Von 1995 bis 2025 war er Chefredakteur der meistgelesenen Südtiroler Tageszeitung, den Dolomiten, die von der Druck- und Verlagsgruppe Athesia, die sich mehrheitlich im Besitz der Familie Ebner befindet, verlegt werden. Kritische Grundsatzkommentare in seinem Blatt firmierte Ebner mit dem Pseudonym „krah“.
Der Europäischen Vereinigung von Tageszeitungen in Minderheiten- und Regionalsprachen (MIDAS) stand Ebner als Präsident vor. Außerdem übernahm er Lehraufträge am Institut für Zeitgeschichte der Universität Innsbruck.
Ebner lebt abwechselnd in Aldein, dem Heimatort seines Vaters, und in Bozen.